# Poltava

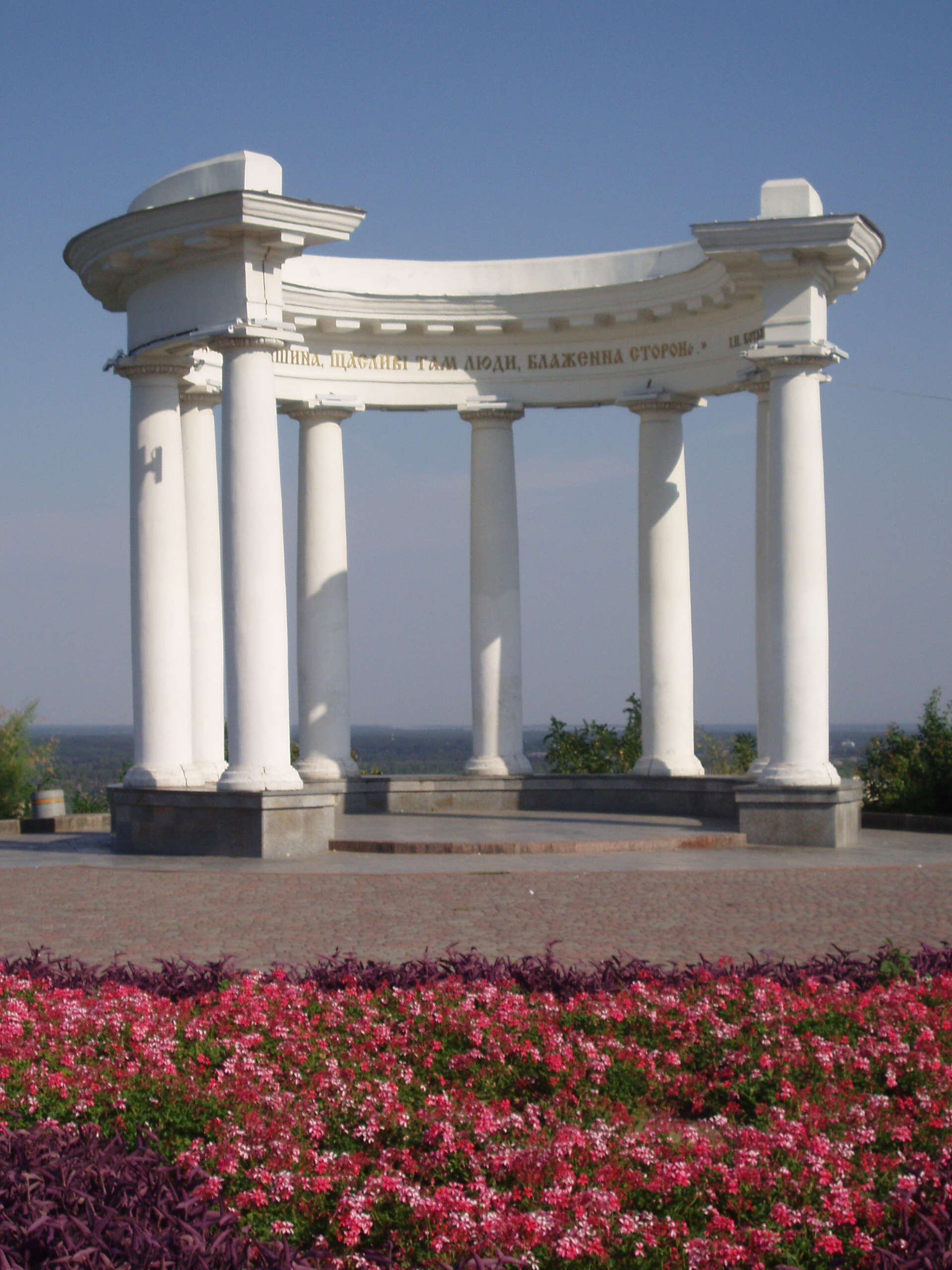
Rotunda trắng ở quảng trường Sobornaya

Poltava (tiếng Ukraina: Полта́ва)  là một thành phố tỉnh lỵ tỉnh Poltava của Ukraina. Thành phố Poltava nằm bên sông Vorskla, thành phố có có diện tích 103 km2, dân số theo điều tra vào năm 2024 là 287.135 người. Đây là thành phố lớn thứ 17 tại Ukraina. Tại đây trong quá khứ là nơi diễn ra trận Poltava.

## Khí hậu
Poltava có khí hậu lục địa ẩm (Köppen: Dfb), với bốn mùa rõ rệt. Đây là một trong những thành phố lạnh nhất ở Ukraina. Lượng mưa hàng năm phân bố khá đồng đều, tập trung cao nhất vào mùa hè; mùa đông có tuyết rơi.
| Dữ liệu khí hậu của Poltava              | Dữ liệu khí hậu của Poltava | Dữ liệu khí hậu của Poltava | Dữ liệu khí hậu của Poltava | Dữ liệu khí hậu của Poltava | Dữ liệu khí hậu của Poltava | Dữ liệu khí hậu của Poltava | Dữ liệu khí hậu của Poltava | Dữ liệu khí hậu của Poltava | Dữ liệu khí hậu của Poltava | Dữ liệu khí hậu của Poltava | Dữ liệu khí hậu của Poltava | Dữ liệu khí hậu của Poltava | Dữ liệu khí hậu của Poltava |
| Tháng                                    | 1                           | 2                           | 3                           | 4                           | 5                           | 6                           | 7                           | 8                           | 9                           | 10                          | 11                          | 12                          | Năm                         |
| ---------------------------------------- | --------------------------- | --------------------------- | --------------------------- | --------------------------- | --------------------------- | --------------------------- | --------------------------- | --------------------------- | --------------------------- | --------------------------- | --------------------------- | --------------------------- | --------------------------- |
| Cao kỉ lục °C (°F)                       | 11.1 (52.0)                 | 16.0 (60.8)                 | 22.4 (72.3)                 | 29.9 (85.8)                 | 34.2 (93.6)                 | 35.7 (96.3)                 | 39.0 (102.2)                | 39.4 (102.9)                | 35.2 (95.4)                 | 29.6 (85.3)                 | 20.0 (68.0)                 | 13.5 (56.3)                 | 39.4 (102.9)                |
| Trung bình ngày tối đa °C (°F)           | −1.7 (28.9)                 | −0.3 (31.5)                 | 5.6 (42.1)                  | 15.1 (59.2)                 | 21.7 (71.1)                 | 25.2 (77.4)                 | 27.5 (81.5)                 | 27.1 (80.8)                 | 20.7 (69.3)                 | 12.9 (55.2)                 | 4.8 (40.6)                  | −0.2 (31.6)                 | 13.2 (55.8)                 |
| Trung bình ngày °C (°F)                  | −4.2 (24.4)                 | −3.4 (25.9)                 | 1.7 (35.1)                  | 9.9 (49.8)                  | 16.0 (60.8)                 | 19.7 (67.5)                 | 21.7 (71.1)                 | 21.0 (69.8)                 | 15.2 (59.4)                 | 8.4 (47.1)                  | 1.9 (35.4)                  | −2.6 (27.3)                 | 8.8 (47.8)                  |
| Tối thiểu trung bình ngày °C (°F)        | −6.5 (20.3)                 | −6.0 (21.2)                 | −1.6 (29.1)                 | 5.2 (41.4)                  | 10.6 (51.1)                 | 14.6 (58.3)                 | 16.4 (61.5)                 | 15.5 (59.9)                 | 10.4 (50.7)                 | 4.8 (40.6)                  | −0.4 (31.3)                 | −4.7 (23.5)                 | 4.9 (40.8)                  |
| Thấp kỉ lục °C (°F)                      | −32.2 (−26.0)               | −29.1 (−20.4)               | −22.8 (−9.0)                | −11.1 (12.0)                | −1.7 (28.9)                 | 3.0 (37.4)                  | 7.2 (45.0)                  | 2.8 (37.0)                  | −3.0 (26.6)                 | −11.1 (12.0)                | −21.5 (−6.7)                | −28.6 (−19.5)               | −32.2 (−26.0)               |
| Lượng Giáng thủy trung bình mm (inches)  | 41.7 (1.64)                 | 34.6 (1.36)                 | 37.5 (1.48)                 | 39.3 (1.55)                 | 53.0 (2.09)                 | 72.7 (2.86)                 | 69.0 (2.72)                 | 42.9 (1.69)                 | 54.1 (2.13)                 | 50.7 (2.00)                 | 45.2 (1.78)                 | 41.8 (1.65)                 | 582.5 (22.93)               |
| Số ngày giáng thủy trung bình (≥ 1.0 mm) | 8.6                         | 7.5                         | 7.8                         | 7.1                         | 7.8                         | 9.0                         | 7.7                         | 5.6                         | 6.6                         | 6.1                         | 7.7                         | 8.5                         | 90.0                        |
| Độ ẩm tương đối trung bình (%)           | 85.9                        | 82.5                        | 76.4                        | 64.8                        | 61.3                        | 67.2                        | 66.7                        | 63.1                        | 70.5                        | 77.4                        | 85.9                        | 86.6                        | 74.0                        |
| Số giờ nắng trung bình tháng             | 68                          | 76                          | 132                         | 183                         | 266                         | 293                         | 301                         | 285                         | 215                         | 144                         | 59                          | 42                          | 2.064                       |
| Nguồn 1: Pogoda.ru                       |                             |                             |                             |                             |                             |                             |                             |                             |                             |                             |                             |                             |                             |
| Nguồn 2: Tổ chức Khí tượng Thế giới      |                             |                             |                             |                             |                             |                             |                             |                             |                             |                             |                             |                             |                             |

## Thành phố kết nghĩa
- Veliko Tarnovo, Bulgaria (1963)
- Filderstadt, Đức
- Ostfildern, Đức
- Irondequoit, Hoa Kỳ
- Kristianstad, Thụy Điển